# Березово (Солтонський район)
Бере́зово (рос. Берёзово) — село у складі Солтонського району Алтайського краю, Росія. Входить до складу Солтонської сільської ради.

## Населення
Населення — 343 особи (2010; 439 у 2002).
Національний склад (станом на 2002 рік):
- росіяни — 95 %